# Canalicule mastoïdien
Le canalicule mastoïdien (ou ostium introïtus) est un orifice de la partie pétreuse de l'os temporal.
Il poursuit un fin sillon de la paroi antéro-latérale de la fosse jugulaire à travers le processus mastoïde.
Il permet le passage du rameau auriculaire du nerf vague.